# Cobaltdisulfid
Cobaltdisulfid ist eine chemische Verbindung aus der Gruppe der Cobaltverbindungen und Disulfide.

## Vorkommen
Cobaltdisulfid kommt natürlich in Form des Minerals Cattierit vor.

## Gewinnung und Darstellung
Cobaltdisulfid lässt sich direkt aus den Elementen darstellen.
{\displaystyle \mathrm {Co+2\ S\longrightarrow CoS_{2}} }
Es kann auch durch Einwirkung von Schwefelwasserstoff auf Cobalt(III)-komplexverbindungen gewonnen werden.
Einkristalle der Verbindung, mit einer Größe von 3 bis 4 mm und nahezu perfekten Kristallflächen, lassen sich durch eine mehrwöchige zyklische chemische Transportreaktion in einem 3-Zonen-Ofen, ausgehend von polykristallinem Cobaltdisulfid, einem geringen Schwefelzusatz sowie Chlor erhalten:
{\displaystyle {\ce {CoS2 + Cl2 <-> CoCl2 + S2}}}

## Eigenschaften
Cobaltdisulfid ist ein schwarzer geruchloser nicht brennbarer Feststoff, welcher praktisch unlöslich in Wasser ist. Er besitzt eine Kristallstruktur vom Pyrit-Typ (d. h. kubisches Kristallsystem, Raumgruppe Pa3 (Raumgruppen-Nr. 205), Gitterparameter a = 553,5 pm, in der Elementarzelle befinden sich vier Formeleinheiten). Cobaltdisulfid enthält entsprechend zu Eisendisulfid zweiwertige Cobaltionen und das Disulfidion S22−. Er wird von nichtoxidierenden Säuren oder Alkalien nicht angegriffen und beim Erhitzen unter Luftabschluss spaltet sich Schwefel ab.
Unterhalb ihrer Curie-Temperatur von 124 K zeigt die Verbindung ferromagnetisches Verhalten.

## Verwendung
Cobaltdisulfid wird als Katalysator bei organischen Synthesen verwendet.